# Championnats du monde de descente de canoë-kayak 2011
Navigation
Championnats du monde de descente 2010 Championnats du monde de descente 2012
Les 28e championnats du monde de descente en canoë-kayak de 2011 se sont tenus à Augsbourg, en Allemagne, sous l'égide de la Fédération internationale de canoë.
Pour la première année, seul le sprint est couru au cours de ce championnat du monde.
Ces mondiaux se déroulent sur un bassin artificiel, habituellement utilisé pour le slalom.
Une nouvelle catégorie fait son apparition, le canoë monoplace dames.
Lors des courses individuelles, les qualifications se déroulent sur deux manches, et la finale sur une seule manche.
Lors des courses par équipes, les finales se déroulent par addition des deux manches. Il n'y a pas de qualifications.

## Podiums

### K1
| Rang               | Athlète        | Pays     | Temps   |
| ------------------ | -------------- | -------- | ------- |
| Médaille d'or      | Nejc Znidarcic | Slovénie | 1:35.82 |
| Médaille d'argent  | Kamil Mruzek   | Tchéquie | 1:36.53 |
| Médaille de bronze | Rémi Pété      | France   | 1:36.66 |
| Médaille de bronze | Paul Graton    | France   | 1:36.66 |

| Rang               | Athlète                                      | Pays      | Temps   |
| ------------------ | -------------------------------------------- | --------- | ------- |
| Médaille d'or      | Tomas Slovak Kamil Mruzek Richard Hala       | Tchéquie  | 3:19.12 |
| Médaille d'argent  | Paul Graton Quentin Bonnetain Rémi Pété      | France    | 3:21.40 |
| Médaille de bronze | Tobias Bong Soeren Falkenhain Christian Heil | Allemagne | 3:24.09 |

| Rang               | Athlète           | Pays      | Temps   |
| ------------------ | ----------------- | --------- | ------- |
| Médaille d'or      | Laëtitia Parage   | France    | 1:44.23 |
| Médaille d'argent  | Sixtine Malaterre | France    | 1:44.60 |
| Médaille de bronze | Sabine Fuesser    | Allemagne | 1:47.57 |

| Rang               | Athlète                                           | Pays      | Temps   |
| ------------------ | ------------------------------------------------- | --------- | ------- |
| Médaille d'or      | Alke Overbeck Manuela Stöberl Sabine Fuesser      | Allemagne | 3:38.16 |
| Médaille d'argent  | Sixtine Malaterre Laëtitia Parage Cecile Vallaeys | France    | 3:42.60 |
| Médaille de bronze | Anna Zasterova Petra Slovakova Klara Padourova    | Tchéquie  | 3:48.76 |

### C1
| Rang               | Athlète            | Pays     | Temps   |
| ------------------ | ------------------ | -------- | ------- |
| Médaille d'or      | Guillaume Alzingre | France   | 1:42.78 |
| Médaille d'argent  | Yann Claudepierre  | France   | 1:44.02 |
| Médaille de bronze | Ondrej Rolenc      | Tchéquie | 1:44.75 |

| Rang               | Athlète                                          | Pays      | Temps   |
| ------------------ | ------------------------------------------------ | --------- | ------- |
| Médaille d'or      | Igor Gojic Tomislav Lepan Emil Milihram          | Croatie   | 3:35.46 |
| Médaille d'argent  | Yann Claudepierre Guillaume Alzingre Tony Debray | France    | 3:36.18 |
| Médaille de bronze | Normen Weber Julian Rohn Tim Heilinger           | Allemagne | 3:40.80 |

| Rang               | Athlète          | Pays      | Temps   |
| ------------------ | ---------------- | --------- | ------- |
| Médaille d'or      | Rosalyn Lawrence | Australie | 2:06.97 |
| Médaille d'argent  | Radka Valikova   | Tchéquie  | 2:07.06 |
| Médaille de bronze | Mylène Blondel   | France    | 2:08.87 |

### C2
| Rang               | Athlète                       | Pays      | Temps   |
| ------------------ | ----------------------------- | --------- | ------- |
| Médaille d'or      | Johannes Baumann Lars Walter  | Allemagne | 1:43.42 |
| Médaille d'argent  | Michael Cordier Tom Bar       | France    | 1:44.74 |
| Médaille de bronze | Marc Brodiez Pierre Le Clezio | France    | 1:45.03 |

| Rang               | Athlète                                                                                          | Pays      | Temps   |
| ------------------ | ------------------------------------------------------------------------------------------------ | --------- | ------- |
| Médaille d'or      | Jan Sutek / Stefan Grega Matus Kunhart / Peter Soska Vladimir Vala / Jaroslav Slucik             | Slovaquie | 3:37.90 |
| Médaille d'argent  | Marc Brodiez / Pierre Le Clezio Michael Cordier / Tom Bar Guillaume Alzingre / Yann Claudepierre | France    | 3:39.21 |
| Médaille de bronze | Johannes Baumann / Lars Walter Gregor Simon / Tim Heilinger Rene Bruecker / Normen Weber         | Allemagne | 3:39.50 |

## Tableau des médailles
| Rang  | Nation    | Or | Argent | Bronze | Total |
| ----- | --------- | -- | ------ | ------ | ----- |
| 1     | France    | 2  | 7      | 4      | 13    |
| 2     | Allemagne | 2  | 0      | 4      | 6     |
| 3     | Tchéquie  | 1  | 2      | 2      | 5     |
| 4     | Slovénie  | 1  | 0      | 0      | 1     |
| -     | Australie | 1  | 0      | 0      | 1     |
| -     | Croatie   | 1  | 0      | 0      | 1     |
| -     | Slovaquie | 1  | 0      | 0      | 1     |
| Total | Total     | 9  | 9      | 10     | 28    |